# Albert Gayet
Pour les articles homonymes, voir Gayet.
Albert Gayet, né à Dijon le 17 septembre 1856 et mort à Paris le 9 mai 1916, est un égyptologue français. Il est directeur des fouilles archéologiques d'Antinoé entre 1895 et 1911. Il participe à faire connaître l'art copte en France.

## Biographie

### Famille
Albert Gayet est le fils d'Antoine Gayet, marchand pelletier de milieu modeste mais relativement aisé, et de Claudine Emélie Flessière, cadet de trois enfants — il a deux sœurs. Le père décède assez tôt, et la famille déménage alors à Paris. Les trois femmes de la famille prendront grand soin de l'éducation d'Albert et le soutiendront dans sa carrière.

### Formation
Il est d'abord inscrit à l'École des Beaux-Arts, en études supérieures en architecture. C'est un élève doué et prometteur, mais, de plus en plus attiré par les arts de l'Orient, il entre en 1876 à l'École pratique des hautes études, dans la section « Histoire et Philologie égyptiennes », où il étudie auprès de Gaston Maspero.

### Débuts
En 1884, il est attaché temporaire auprès de la Mission archéologique permanente du Caire (actuel IFAO). Il y reste trois ans et accomplit des travaux en Haute-Égypte, et l'on reconnaît son sérieux et son engagement dans ses tâches. Cependant, comme il n'obtient son premier diplôme qu'à vingt-huit ans, la voie académique est compromise, et il n'obtiendra jamais de poste officiel, avec un statut hybride dans le milieu de l'égyptologie, et il sera d'ailleurs toujours perçu comme un dilettante, mi-artiste, mi-orientaliste (car trop âgé pour faire carrière dans ce domaine-là).
Quand il revient en France, à l'issue de son mandat de trois ans, il expose des reconstitutions de monuments égyptiens qui lui vaudront le succès auprès du public.
Albert Gayet meurt à son domicile parisien en 1916. Une rue porte son nom à Dijon.

## Fouilles d'Antinoé, la Pompéi égyptienne
Lorsqu'Auguste Mariette avait fondé, en 1858, le Service des antiquités égyptiennes, au Caire, l'Égypte romaine et copte ne faisait pas partie de ses priorités. En 1896, le Service accepte toutefois d'envoyer Albert Gayet à 300 kilomètres du Caire, en Moyenne-Égypte, sur le site d'Antinoé, une cité fondée du temps de l'empereur Hadrien, en 130. Cette mission est financée par l'industriel lyonnais Émile Guimet (1836-1918), passionné d'archéologie, à travers la Chambre de Commerce de Lyon, puis la Société Française de Fouilles Archéologiques. Guimet sera son mécène durant une quinzaine d'années.
Entre 1896 et 1911, Albert Gayet mène seize campagnes de fouilles sur le site, sous les auspices du Musée Guimet, récemment créé par Émile Guimet,. Au cours de ces fouilles, A. Gayet dégage un temple de Ramsès II en 1896 et met au jour des nécropoles coptes,, tandis que Jean Clédat, un autre élève de Maspero, découvre les monastères Saint-Jean, à Saqqarah, et de Baouit, en Moyenne-Égypte.
Les deux savants redécouvrent ainsi l'art copte, dont les plus beaux objets sont partagés entre le musée égyptien du Caire et le Louvre.

## «Coptomanie» en Europe
En 1902, Albert Gayet rédige un ouvrage de synthèse sur l'art copte, le premier livre jamais écrit sur le sujet[réf. nécessaire] en France. Son enthousiasme fait venir le Russe Vladimir de Bock (1850-1899) qui va suivre ses traces et rapporter des stèles, des portes sculptées, des tissus pour le Musée des Beaux-Arts Pouchkine de Moscou et celui de l'Ermitage, à Saint-Pétersbourg. Les tissus coptes montrés à l'Exposition universelle de Paris en 1900 sont à l'origine d'une véritable « coptomanie » en Europe. Peintre et créateur de tissus à Venise, Fortuny reprend, dans les années 1930, les motifs des broderies et la forme des tuniques récemment exhumées.

### Legs des collections

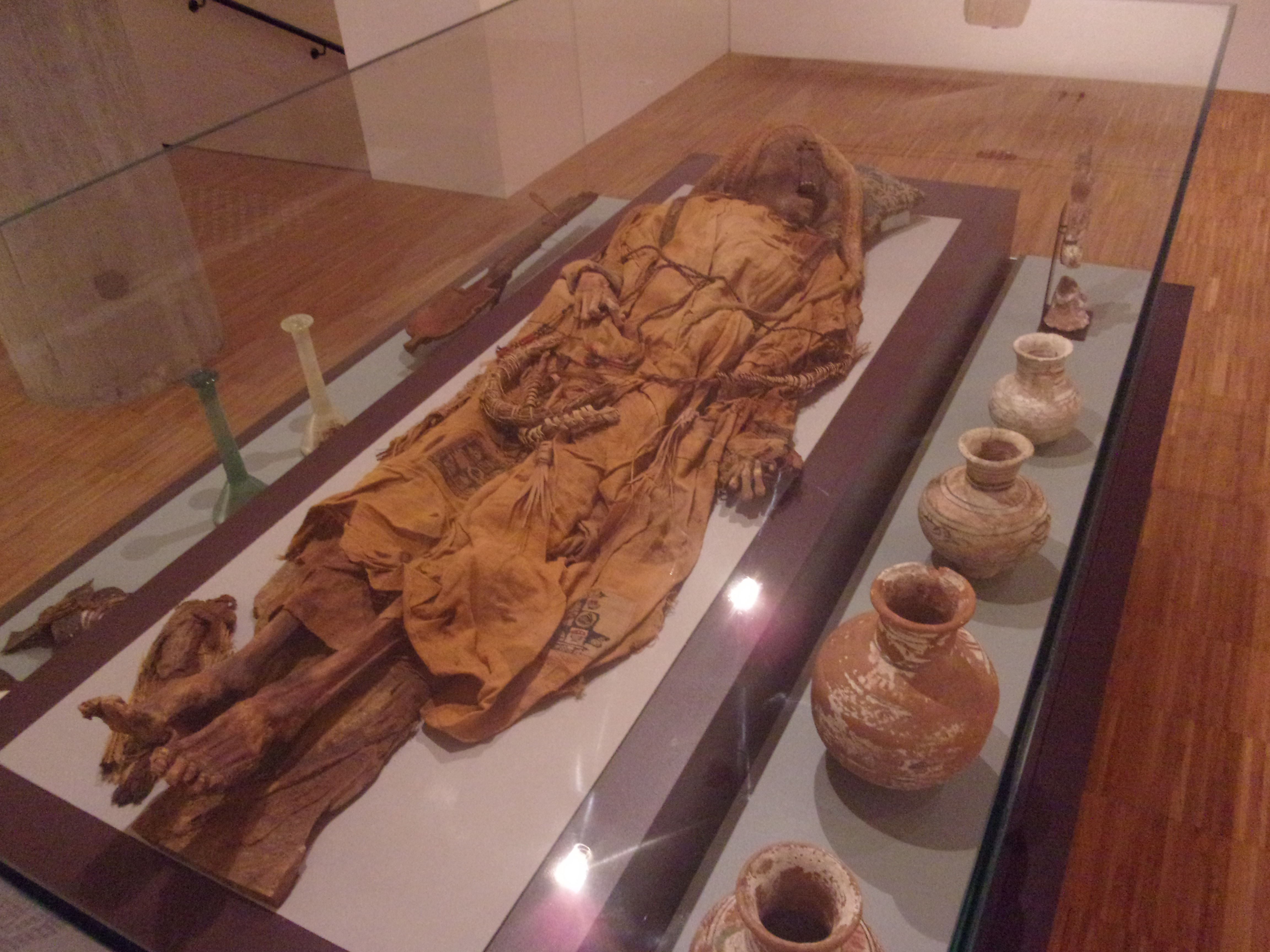
Momie découverte par Albert Gayet à Antinoé en 1906. Celui-ci la qualifiera de « prophétesse », et elle est connue aujourd'hui sous le nom de « prophétesse d'Antinoé ». Musée des Beaux-Arts de Dunkerque.

Albert Gayet lègue par testament ses collections à sa sœur Marie. À la mort celle-ci en 1924, elles sont léguées à la ville de Dijon, en particulier au Musée des Beaux-Arts de Dijon qui reçoit ainsi un ensemble de 450 pièces de tissus coptes, pour l'essentiel des fragments de vêtements et de linges, tissés et décorés.

## Publications
- L'Exploration des ruines d'Antinoë et la découverte d'un temple de Ramsès II enclos dan l'enceinte de la ville d'Hadrien, Paris, Ernest Leroux, 1897, 23 p. (lire en ligne)
- Le Costume en Égypte : du IIIe au XIIIe siècle, E. Leroux, 1900 (réimpr. BiblioLife, 2010) (ISBN 978-1-141-67742-9)
- L'art copte. École d'Alexandrie - Architecture monastique - Sculpture - Peinture - Art somptuaire, Paris, Ernest Leroux, 1902, viii, 334 (ISBN 978-1-141-67742-9, présentation en ligne, lire en ligne)
- Fantômes d'Antinoë : les sépultures de Leukyoné et Myrithis, Paris, Société française d'éditions d'art, 1904, 60 p. (lire en ligne)
- La Civilisation pharaonique, Paris, Librairie Plon, 1907, viii, 333 (lire en ligne)
- L'art persan, Paris, Librairies-imprimeries réunies May et Motteroz, 1895, 319 p. (lire en ligne)
- Art arabe, Paris, Librairies-impr. réunies, 1891, 316 p. (lire en ligne)

A. Gayet a aussi publié une trentaine d'articles et donné de nombreuses conférences.

## Quelques découvertes d'A. Gayet

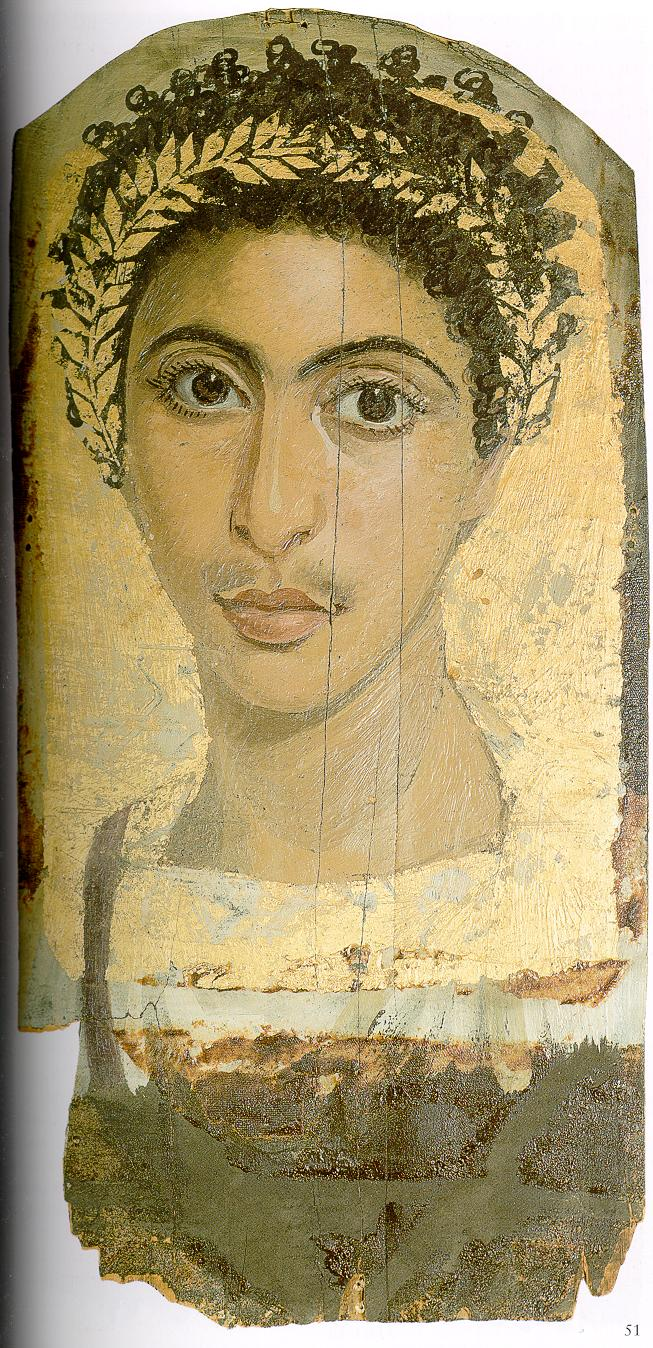
Portrait du Fayoum découvert durant l'hiver 1905-1906. Acheté en 1907 par le Musée égyptien de Berlin.
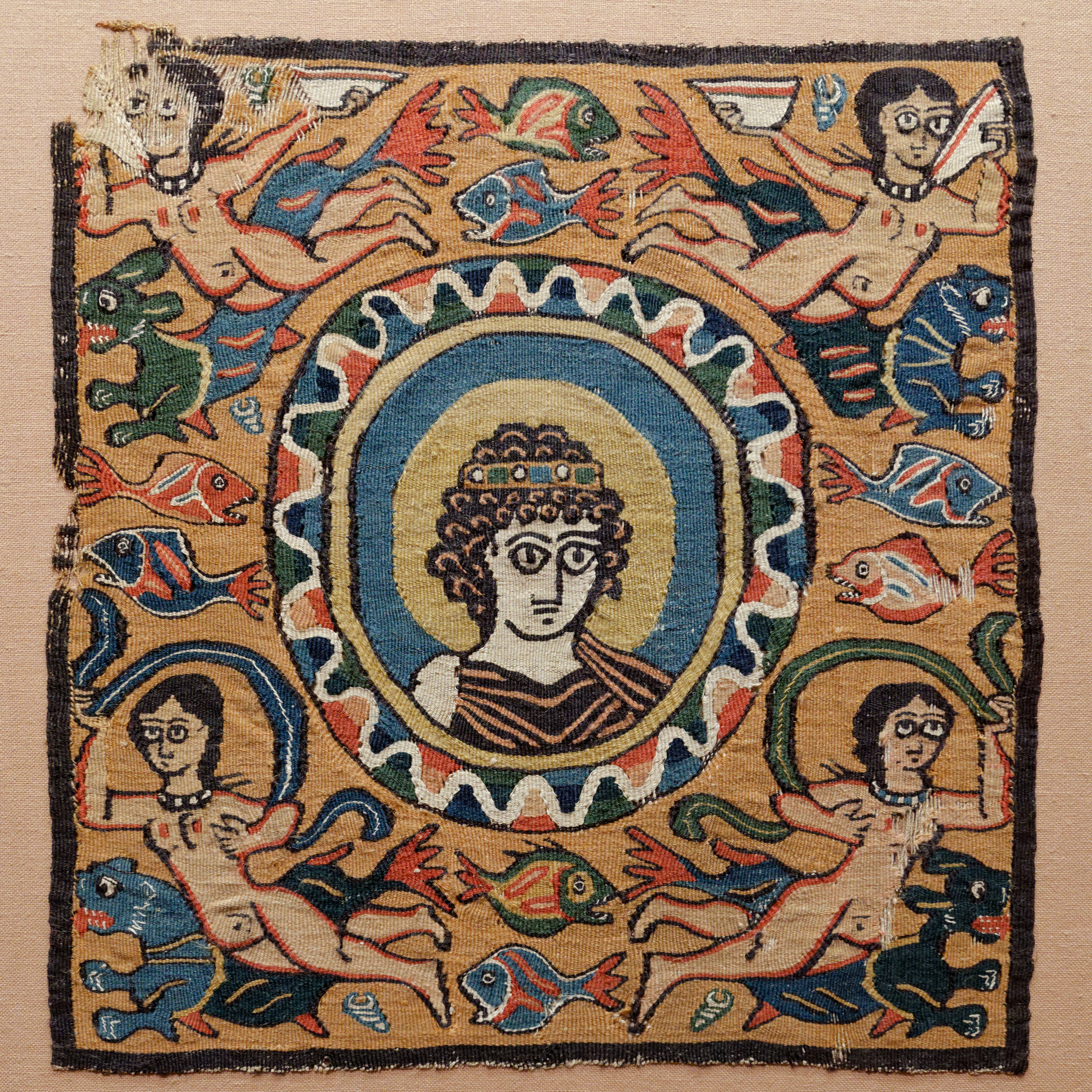
Tissu découvert à Antinoé, 1900-1901. Jeune homme avec une auréole et un diadème, entouré par des poissons, coquillages et des monstres marins chevauchés par des Néréides. Entre 400 et 640 ap. J.-C. Louvre[6].
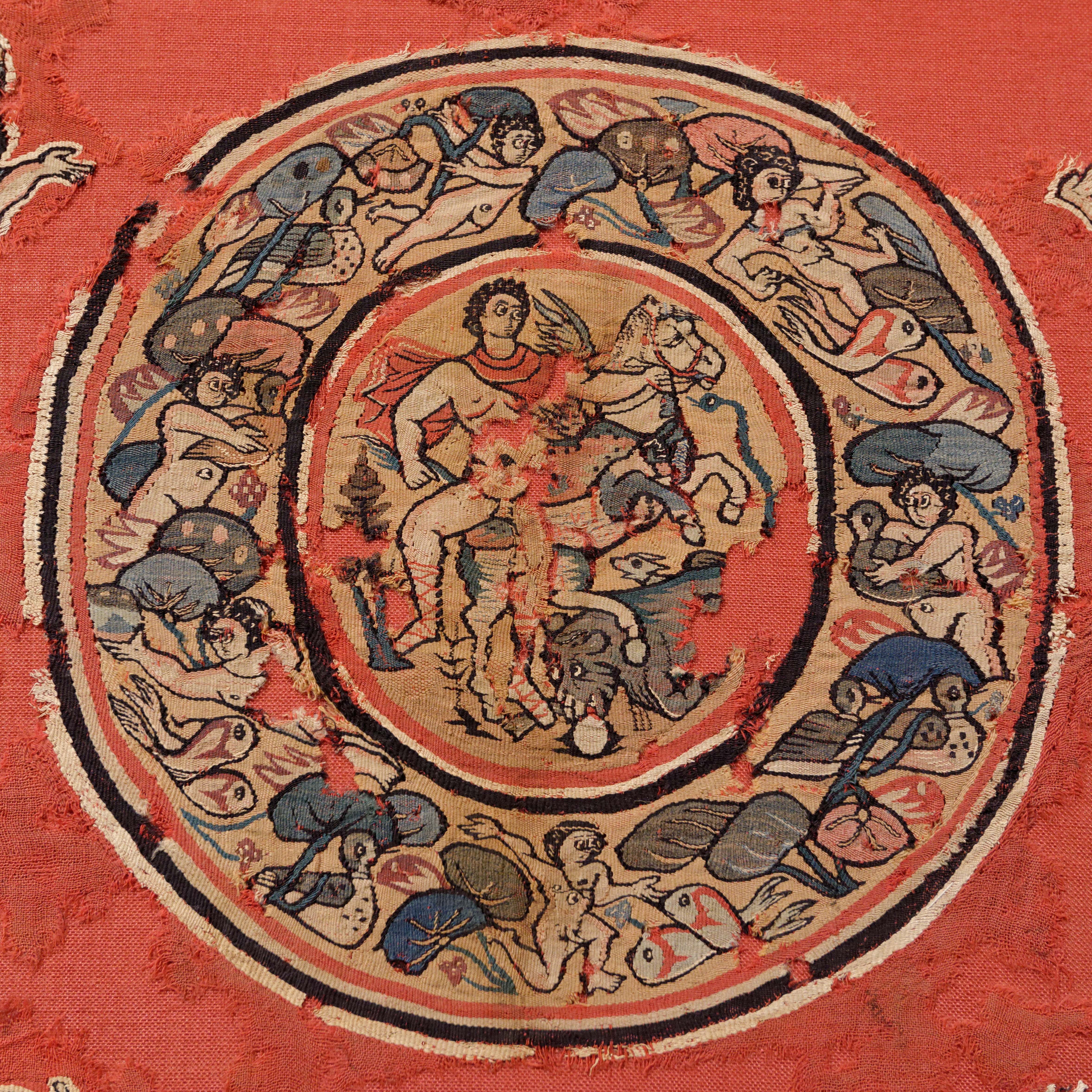
Bellérophon et Persée piétinant la Chimère. Détail d'un châle trouvé dans la tombe d'une dénommée Sabine à Antinoé. Entre 340 et 440 ap. J.-C. Louvre[7].